# Mistrzostwa Polski mikstów w curlingu
Mistrzostwa Polski mikstów w curlingu – coroczne zawody curlingowe, organizowane przez Polski Związek Curlingu, wyłaniające najlepszą czwórkę mikstową w kraju. Rozgrywane były w latach 2005-2008 i od 2016 roku.
Mistrzostwa rozgrywane w latach 2005-2008 wyłaniały reprezentację Polski na Mistrzostwa Europy mikstów, których pierwsza edycja odbyła się również w 2005 roku. Począwszy od 2009 roku PZC zrezygnował z organizowania mistrzostw, jednak z inicjatywy zawodników odbyły się jeszcze eliminacje do tego turnieju w 2009 roku. Na mistrzostwa Europy pojechał zespół w składzie Rymwid Błaszczak, Magdalena Szyszko, Tomasz Kierzkowski, Magdalena Muskus, Magdalena Jagielska, Arkadiusz Detyniecki, który został sklasyfikowany na 20. miejscu w stawce 24 reprezentacji. W latach 2010–2012 reprezentacja Polski nie brała udziału w europejskim czempionacie.
W 2013 Polski Związek Curlingu ogłosił, że pod koniec maja zorganizuje mistrzostwa na Torwarze II, gdy zgłosi się 16 drużyn. Chęć uczestnictwa wyraziło 10 zespołów i zawody nie doszły do skutku. Reprezentacja na mistrzostwa Europy w Edynburgu została nominowana przez PZC na podstawie kontrowersyjnego rankingu, z grona zawodników warszawskiego City Curling Club. Zespół w składzie Michał Janowski, Aneta Lipińska, Szymon Molski, Karolina Florek uplasował się z bilansem 2-6 na 24. miejscu w stawce 25 drużyn.
Do ostatnich w historii mistrzostw Europy w Tårnby w 2014 roku kwalifikacji również nie rozegrano, zastosowano te zasady rankingowe co w roku poprzednim. W turnieju wzięła udział reprezentacja w składzie Konrad Stych, Marta Pluta, Tomasz Pluta, Ewa Stych, kończąc turniej z bilansem 2-5 na 19. miejscu w gronie 25 reprezentacji.
W podobnie nietransparentny sposób i bez przeprowadzenia rywalizacji na lodzie PZC nominował reprezentację na pierwsze mistrzostwa świata mikstów, odbywające się w Bernie w 2015 roku. Drużyna w składzie Marta Szeliga-Frynia, Maciej Cesarz, Adela Walczak, Paweł Frynia zajęła 14. miejsce w stawce 36 drużyn, z bilansem gier 4-4.
Rozgrywanie mistrzostw wznowiono ostatecznie w 2016 roku, a ich zwycięzca uzyskuje prawo gry w mistrzostwach świata.

## Wyniki rywalizacji
| Rok  | Miasto              | Liczba drużyn | Złoto | Srebro | Brąz | Występ na arenie międzynarodowej |
| ---- | ------------------- | ------------- | --- | --- | --- | --- |
| 2005 | Katowice            | 16            | Media Curling Club Warszawa Arkadiusz Detyniecki, Marta Szeliga-Frynia, Paweł Frynia, Marianna Das              | Śląski Klub Curlingowy Katowice Tomasz Kierzkowski, Magdalena Jagielska, Adam Sterczewski, Anna Ostrowska, Maciej Kołodziej | City Curling Club Warszawa Krystyna Beniger, Paweł Kubik, Anna Fijałkowska, Andrzej Smak, Magdalena Dobiszewska | Mistrzostwa Europy mikstów w curlingu 2005 Canillo, Andora Bilans 2-3; 14. miejsce na 23 reprezentacje                                       |
| 2006 | Gliwice             | 29            | Media Curling Club Warszawa Arkadiusz Detyniecki, Marta Szeliga-Frynia, Paweł Frynia, Marianna Das              | City Curling Club Warszawa Rafał Janowski, Ewa Szczerba, Wojciech Ratajczak, Małgorzata Janowska                            | AZS Gliwice Daniel Rzymanek, Ewa Pryszcz, Marcin Cygan, Edyta Pach                                              | Mistrzostwa Europy mikstów w curlingu 2006 Claut, Włochy Bilans 2-3; 11. miejsce na 23 reprezentacje                                         |
| 2007 | Białystok, Warszawa | 30            | City Curling Club Warszawa Rafał Janowski, Małgorzata Janowska, Wojciech Ratajczak, Katarzyna Woźniak-Ratajczak | Media Curling Club Warszawa Marta Szeliga-Frynia, Paweł Frynia, Marianna Das, Arkadiusz Detyniecki                          | AZS Gliwice Arkadiusz Sypień, Agnieszka Pluta, Piotr Wysocki, Aleksandra Kostowska                              | Mistrzostwa Europy mikstów w curlingu 2007 Madryt, Hiszpania Bilans 1-4; 22. miejsce na 24 reprezentacje                                     |
| 2008 | Toruń               | 29            | Media Curling Club Warszawa Marta Szeliga-Frynia, Paweł Frynia, Marianna Das, Arkadiusz Detyniecki              | RKC Curlik Ruda Śląska Maciej Cesarz, Krystyna Beniger, Maciej Cylupa, Barbara Karwat, Ziemowit Ostrowski                   | Śląski Klub Curlingowy Katowice Krzysztof Beck, Justyna Zalewska, Piotr Podgórski, Joanna Warot                 | Mistrzostwa Europy mikstów w curlingu 2008 Kitzbühel, Austria Bilans 1-6; 19. miejsce na 23 reprezentacje                                    |
| 2016 | Giżycko             | 10            | Polska Organizacja Sportowa Łódź Andrzej Augustyniak, Adela Walczak, Kasper Knebloch, Martyna Wilczak           | Polska Organizacja Sportowa Łódź Marta Szeliga-Frynia, Maciej Cesarz, Barbara Karwat, Paweł Frynia                          | Polska Organizacja Sportowa Łódź Zuzanna Rybicka, Bartosz Dzikowski, Konrad Stych, Maria Stefańska              | Mistrzostwa świata mikstów w curlingu 2016 Kazań, Rosja Bilans 4-2 w grupie i porażka w 1/8 finału; miejsca 9-16 na 37 reprezentacji         |
| 2017 | Warszawa            | 11            | AZS Gliwice Andrzej Augustyniak, Adela Walczak, Kasper Knebloch, Karolina Startek                               | Śląski Klub Curlingowy Katowice Bartosz Dzikowski, Zuzanna Rybicka, Krzysztof Domin, Maria Stefańska                        | Polska Organizacja Sportowa Łódź Aleksander Grzelka, Katarzyna Staszczak, Mateusz Jadczyk, Karolina Florek      | Mistrzostwa świata mikstów w curlingu 2017 Champéry, Szwajcaria Bilans 4-2 w grupie i porażka w 1/8 finału; miejsca 9-16 na 37 reprezentacji |
| 2018 | Łódź                | 7             | City Curling Club Warszawa Michał Janowski, Aneta Lipińska, Sławomir Białas, Daria Chmarra                      | Polska Organizacja Sportowa Łódź Andrzej Augustyniak, Adela Walczak, Kasper Knebloch, Karolina Startek                      | KS Warszowice Damian Herman, Monika Wosińska, Rafał Krystkiewicz, Klaudia Szmidt                                | Mistrzostwa świata mikstów w curlingu 2018 Kelowna, Kanada Bilans 2-6; 30. miejsce na 35 reprezentacji                                       |
| 2019 | Łódź                | 12            | Śląski Klub Curlingowy Katowice Bartosz Dzikowski, Ewa Nogły, Konrad Stych, Zuzanna Rybicka                     | City Curling Club Warszawa Sławomir Białas, Aneta Lipińska, Michał Janowski, Daria Chmarra                                  | Polska Organizacja Sportowa Łódź Andrzej Augustyniak, Adela Walczak, Kasper Knebloch, Karolina Startek          | Mistrzostwa świata mikstów w curlingu 2019 Aberdeen, Szkocja Bilans 5-2 w grupie i porażka w 1/8 finału; miejsca 9-16 na 40 reprezentacji    |

## Klasyfikacja medalowa
| Klub                             | Złoto | Srebro | Brąz | Razem |
| -------------------------------- | ----- | ------ | ---- | ----- |
| Media Curling Club Warszawa      | 3     | 1      |      | 4     |
| City Curling Club Warszawa       | 2     | 2      | 1    | 5     |
| Polska Organizacja Sportowa Łódź | 1     | 2      | 3    | 6     |
| Śląski Klub Curlingowy Katowice  | 1     | 2      | 1    | 4     |
| AZS Gliwice                      | 1     |        | 2    | 3     |
| RKC Curlik Ruda Śląska           |       | 1      |      | 1     |
| KS Warszowice                    |       |        | 1    | 1     |